# Produkt przejściowy
Produkt przejściowy (produkt pośredni) – w złożonych reakcjach chemicznych każde indywiduum chemiczne, które powstaje z substratów (lub wcześniejszych produktów przejściowych) i ulega kolejnej reakcji. Złożone reakcje chemiczne składają z kilku etapów nazywanych reakcjami elementarnymi. Każdy produkt reakcji elementarnej oprócz ostatniego, nazywany jest produktem przejściowym.
Np. reakcja wymiany typu:
A + B → C + D
może przebiegać w dwóch etapach:
A + B → X
X → C + D
W takim przypadku X nazywany jest właśnie produktem przejściowym.
Zgodnie z definicją IUPAC produkt przejściowy musi wykazywać pewną minimalną trwałość – jego czas istnienia w warunkach reakcji musi być dłuższy od częstości drgań wiązań chemicznych zaangażowanych w postulowane reakcje elementarne, która doprowadziły do jego powstania i dalszej przemiany. Jest to kluczowa różnica między produktem przejściowym a kompleksem aktywnym i stanem przejściowym.
Wszystkie te trzy pojęcia są stosowane przy opisie mechanizmów reakcji chemicznych. O ile kompleksów aktywnych i stanów przejściowych nie ma nawet teoretycznej możliwości wyodrębnienia ze środowiska reakcji, o tyle produkt przejściowy jest teoretycznie możliwy do wyodrębnienia o ile uda się zatrzymać reakcję na odpowiednim etapie. W praktyce jednak wiele produktów przejściowych (rodniki, nietrwałe jony) jest niemożliwe do wyodrębnienia i ich istnienia dowodzi się przez dedukcję lub specjalnymi technikami analitycznymi.